# Aeropuerto Internacional Reina Beatrix
El Aeropuerto Internacional Reina Beatrix (IATA: AUA, OACI: TNCA) se ubica al este de la isla de Aruba en el mar Caribe a tan solo 4 km de la capital Oranjestad. Ofrece vuelos en mayor parte hacia los Estados Unidos, más que la mayoría de los países en el mar Caribe, a algunos países costeros de América del Sur y algunas partes de Europa, en particular los Países Bajos. Es llamado Reina Beatriz de los Países Bajos, en honor a la ex jefa de Estado de Aruba. 
Este aeropuerto fue utilizado como foco principal de líneas aéreas Air Aruba, que fue durante muchos años una compañía aérea. Antes de la separación de Aruba de las Antillas Neerlandesas en 1986 también es uno de los tres centros de Air ALM. El aeropuerto albergo a la extinta compañía aérea, Tiara Air, entre 2006-2016.
Una nueva terminal de aviones privados se inauguró en 2007.

## Aerolíneas y destinos

### Pasajeros
| Aruba Airlines                                | Willemstad- Curaçao, Kralendijk-Bonaire, Riohacha                            | N/A           |
| Air Canada                                    | Toronto                                                                      | Star Alliance |
| Air Century                                   | Santo Domingo                                                                | N/A           |
| American Airlines                             | Charlotte, Filadelfia, Miami, Nueva York, Dallas Estacional: Boston, Chicago | Oneworld      |
| AraJet                                        | Santo Domingo                                                                | N/A           |
| Avianca                                       | Bogotá / Medellín                                                            | Star Alliance |
| Avianca Ecuador                               | Bogotá                                                                       | Star Alliance |
| British Airways                               | Aeropuerto de Londres Gatwick, Antigua                                       | Oneworld      |
| Copa Airlines                                 | Ciudad de Panamá                                                             | Star Alliance |
| Delta Air Lines                               | Atlanta, Nueva York                                                          | SkyTeam       |
| Frontier Airlines                             | Atlanta (Inicia 12 de junio de 2025)                                         | N/A           |
| E-Liner Airways                               | Willemstad                                                                   | N/A           |
| Gol Linhas Aéreas                             | Sao Paulo                                                                    | N/A           |
| JetBlue Airways                               | Boston, Nueva York                                                           | N/A           |
| KLM                                           | Ámsterdam, Kralendijk                                                        | SkyTeam       |
| LATAM Perú                                    | Lima                                                                         | N/A           |
| Sky High                                      | Santo Domingo                                                                | N/A           |
| Southwest Airlines                            | Baltimore, Houston, Orlando                                                  | N/A           |
| Spirit Airlines                               | Fort Lauderdale                                                              | N/A           |
| Sunwing Airlines                              | Toronto                                                                      | N/A           |
| Surinam Airways                               | Paramaribo                                                                   | N/A           |
| TUI fly Belgium                               | Bruselas                                                                     | N/A           |
| TUI Airlines Nederland                        | Ámsterdam, Willemstad                                                        | N/A           |
| United Airlines                               | Chicago, Houston, Newark, Washington D. C.                                   | Star Alliance |
| WestJet                                       | Toronto                                                                      | N/A           |
| Wingo                                         | Bogotá, Cali, Medellín                                                       | N/A           |
| Z Air                                         | Kralendijk                                                                   | N/A           |
| Total: 30 destinos, 23 aerolíneas, 3 alianzas |                                                                              |               |

### Destinos internacionales
| Ciudades por países       | Nombre del aeropuerto                              | Aerolíneas                                                       |              |              |
| Norteamérica              | Norteamérica                                       | Norteamérica                                                     | Norteamérica | Norteamérica |
| ------------------------- | -------------------------------------------------- | ---------------------------------------------------------------- | ------------ | ------------ |
| Canadá                    |                                                    |                                                                  |              |              |
| Toronto                   | Aeropuerto Internacional Toronto Pearson           | Air Canada / Sunwing Airlines / WestJet                          |              |              |
| Estados Unidos            |                                                    |                                                                  |              |              |
| Atlanta                   | Aeropuerto Internacional Hartsfield-Jackson        | Delta Air Lines / Frontier Airlines (Inicia 12 de junio de 2025) |              |              |
| Boston                    | Aeropuerto Internacional Logan                     | JetBlue Airways                                                  |              |              |
| Baltimore                 | Aeropuerto Internacional de Baltimore-Washington   | Southwest Airlines                                               |              |              |
| Charlotte                 | Aeropuerto Internacional de Charlotte              | American Airlines                                                |              |              |
| Chicago                   | Aeropuerto Internacional Chicago-O'Hare            | United Airlines                                                  |              |              |
| Dallas                    | Aeropuerto Internacional Dallas-Fort Worth         | American Airlines                                                |              |              |
| Filadelfia                | Aeropuerto Internacional de Filadelfia             | American Airlines                                                |              |              |
| Fort Lauderdale           | Aeropuerto Internacional Fort Lauderdale-Hollywood | Spirit Airlines                                                  |              |              |
| Houston                   | Aeropuerto Intercontinental George Bush            | United Airlines                                                  |              |              |
| Houston                   | Aeropuerto William P. Hobby                        | Southwest Airlines                                               |              |              |
| Miami                     | Aeropuerto Internacional de Miami                  | American Airlines                                                |              |              |
| Newark                    | Aeropuerto Internacional Libertad de Newark        | United Airlines                                                  |              |              |
| Nueva York                | Aeropuerto Internacional John F. Kennedy           | Delta Air Lines / JetBlue Airways                                |              |              |
| Nueva York                | Aeropuerto La Guardia                              | American Airlines                                                |              |              |
| Orlando                   | Aeropuerto Internacional de Orlando                | Southwest Airlines                                               |              |              |
| Washington D. C.          | Aeropuerto Internacional Washington-Dulles         | United Airlines                                                  |              |              |
| Centroamérica y El Caribe |                                                    |                                                                  |              |              |
| Bonaire                   |                                                    |                                                                  |              |              |
| Kralendijk                | Aeropuerto Internacional Flamingo                  | Aruba Airlines / EZ Air / KLM                                    |              |              |
| Curazao                   |                                                    |                                                                  |              |              |
| Willemstad                | Aeropuerto Internacional Hato                      | Aruba Airlines / E-Liner Airways / TUI Airlines Nederland        |              |              |
| Panamá                    |                                                    |                                                                  |              |              |
| Ciudad de Panamá          | Aeropuerto Internacional Tocumen                   | Copa Airlines                                                    |              |              |
| República Dominicana      |                                                    |                                                                  |              |              |
| Santo Domingo             | Aeropuerto Internacional La Isabela                | Air Century                                                      |              |              |
| Santo Domingo             | Aeropuerto Internacional de Las Américas           | AraJet / Sky High                                                |              |              |
| Sudamérica                |                                                    |                                                                  |              |              |
| Brasil                    |                                                    |                                                                  |              |              |
| Sao Paulo                 | Aeropuerto Internacional de São Paulo-Guarulhos    | Gol Linhas Aéreas                                                |              |              |
| Colombia                  |                                                    |                                                                  |              |              |
| Bogotá                    | Aeropuerto Internacional El Dorado                 | Avianca / Wingo                                                  |              |              |
| Cali                      | Aeropuerto Internacional Alfonso Bonilla Aragón    | Wingo                                                            |              |              |
| Medellín                  | Aeropuerto Internacional José María Córdova        | Avianca / Wingo                                                  |              |              |
| Perú                      |                                                    |                                                                  |              |              |
| Lima                      | Aeropuerto Internacional Jorge Chávez              | LATAM Perú                                                       |              |              |
| Surinam                   |                                                    |                                                                  |              |              |
| Paramaribo                | Aeropuerto Internacional Johan Adolf Pengel        | Surinam Airways                                                  |              |              |
| Europa                    |                                                    |                                                                  |              |              |
| Países Bajos              |                                                    |                                                                  |              |              |
| Ámsterdam                 | Aeropuerto de Ámsterdam-Schiphol                   | KLM / TUI Airlines Nederland                                     |              |              |
| Reino Unido               |                                                    |                                                                  |              |              |
| Londres                   | Aeropuerto de Londres-Gatwick                      | British Airways                                                  |              |              |

### Vuelos chárter y estacionales
| Destino           | Aeropuerto                                      | Notación   |
| ----------------- | ----------------------------------------------- | ---------- |
| American Airlines |                                                 |            |
| Boston            | Aeropuerto Internacional Logan                  | Estacional |
| Chicago           | Aeropuerto Internacional Chicago-O'Hare         | Estacional |
| Aruba Airlines    |                                                 |            |
| Georgetown        | Aeropuerto Internacional Cheddi Jagan           | Chárter    |
| La Habana         | Aeropuerto Internacional José Martí             | Chárter    |
| Puerto España     | Aeropuerto Internacional de Piarco              | Chárter    |
| Divi Divi Air     |                                                 |            |
| Willemstad        | Aeropuerto Internacional Hato                   | Chárter    |
| Sunwing Airlines  |                                                 |            |
| Montreal          | Aeropuerto Internacional Pierre Elliott Trudeau | Estacional |
| TUI fly Belgium   |                                                 |            |
| Bruselas          | Aeropuerto de Bruselas                          | Estacional |

### Destinos suspendidos
Aerolíneas Extintas
- Dutch Antilles Express
  - Bonaire - Aeropuerto Internacional Flamingo
  - Curazao - Aeropuerto Internacional Hato

- Insel Air Aruba
  - Caracas - Aeropuerto Internacional de Maiquetía Simón Bolívar
  - Maracaibo - Aeropuerto Internacional de La Chinita
  - Medellín - Aeropuerto Internacional José María Córdova
  - Quito - Aeropuerto Internacional Mariscal Sucre
  - San Juan - Aeropuerto Internacional Luis Muñoz Marín
  - Valencia - Aeropuerto Internacional Arturo Michelena

- Lloyd Aéreo Boliviano
  - Santa Cruz de la Sierra - Aeropuerto Internacional Viru Viru

- PAWA Dominicana
  - Santo Domingo - Aeropuerto Internacional de Las Américas

- Tiara Air
  - Bonaire - Aeropuerto Internacional Flamingo
  - Caracas - Aeropuerto Internacional de Maiquetia Simón Bolívar
  - Curazao - Aeropuerto Internacional Hato
  - Fort Lauderdale - Aeropuerto Internacional de Fort Lauderdale-Hollywood
  - Las Piedras - Aeropuerto Internacional Josefa Camejo
  - Maracaibo - Aeropuerto Internacional de La Chinita
  - Riohacha - Aeropuerto Internacional Almirante Padilla

#### Aerolíneas operativas
- Albatros Airlines
  - Las Piedras - Aeropuerto Internacional Josefa Camejo

- ITA Airways
  - Roma - Aeropuerto de Roma-Fiumicino

- Aruba Airlines
  - Barranquilla - Aeropuerto Internacional Ernesto Cortissoz
  - Barquisimeto - Aeropuerto Internacional Jacinto Lara
  - Ciudad de Panamá - Aeropuerto Internacional de Tocumen
  - Las Piedras - Aeropuerto Internacional Josefa Camejo
  - Maracaibo - Aeropuerto Internacional de La Chinita
  - Medellín - Aeropuerto Internacional José María Córdova
  - Riohacha - Aeropuerto Internacional Almirante Padilla
  - Santo Domingo - Aeropuerto Internacional de Las Américas
  - Valencia - Aeropuerto Internacional Arturo Michelena

- Avianca
  - Barranquilla - Aeropuerto Internacional Ernesto Cortissoz

- Avior Airlines
  - Caracas - Aeropuerto Internacional de Maiquetía Simón Bolívar
  - Maracaibo - Aeropuerto Internacional de La Chinita
  - Valencia - Aeropuerto Internacional Arturo Michelena

- Gol Linhas Aéreas
  - São Paulo - Aeropuerto Internacional de São Paulo-Guarulhos

- Laser Airlines
  - Caracas - Aeropuerto Internacional de Maiquetía Simón Bolívar
  - Maracaibo - Aeropuerto Internacional de La Chinita
  - Valencia - Aeropuerto Internacional Arturo Michelena

- LATAM Airlines
  - Santiago - Aeropuerto Internacional Arturo Merino Benítez

- LATAM Colombia
  - Barranquilla - Aeropuerto Internacional Ernesto Cortissoz
  - Bogotá - Aeropuerto Internacional El Dorado
  - Cartagena de Indias - Aeropuerto Internacional Rafael Núñez

- Venezolana
  - Caracas - Aeropuerto Internacional de Maiquetía Simón Bolívar
  - Maracaibo - Aeropuerto Internacional de La Chinita

## De carga
- Amerijet International (Miami, Santiago (RD), Santo Domingo)
- DHL

## Estadísticas
Ver fuente y consulta Wikidata.